# 유종완
유종완(1959년 8월 12일 ~ )은 대한민국의 전 축구 선수 및 축구감독이다.

## 개요
안양공업고등학교와 경희대학교를 재학했다. 아들 유연승 역시 축구 선수이며, 2014년 K리그 챌린지 대전 시티즌에 입단하며 아버지에 이어 프로무대에 입문하였으며, 현재 FC 안양에서 뛰고 있다.

## 선수 경력
1983년 대우 로얄즈의 창단 멤버로 입단하였다.
부상으로 1983시즌을 끝으로 이른 나이에 은퇴하였다.

## 감독 경력
2013년 신생팀인 K3리그의 김포 시민축구단의 초대 감독으로 취임하였다.
2014년 K3리그 양주 시민축구단의 감독직에 취임하였다.